# Lennart Åberg
Inge Lennart Åberg, född 26 februari 1942 i Helsingborg, död 30 september 2021 i Uppsala, var en svensk jazzmusiker (saxofon), kompositör och arrangör. Åberg var en av Sveriges mest renommerade jazzmusiker och spelade både sopran- och tenorsaxofon samt flöjt.

## Biografi

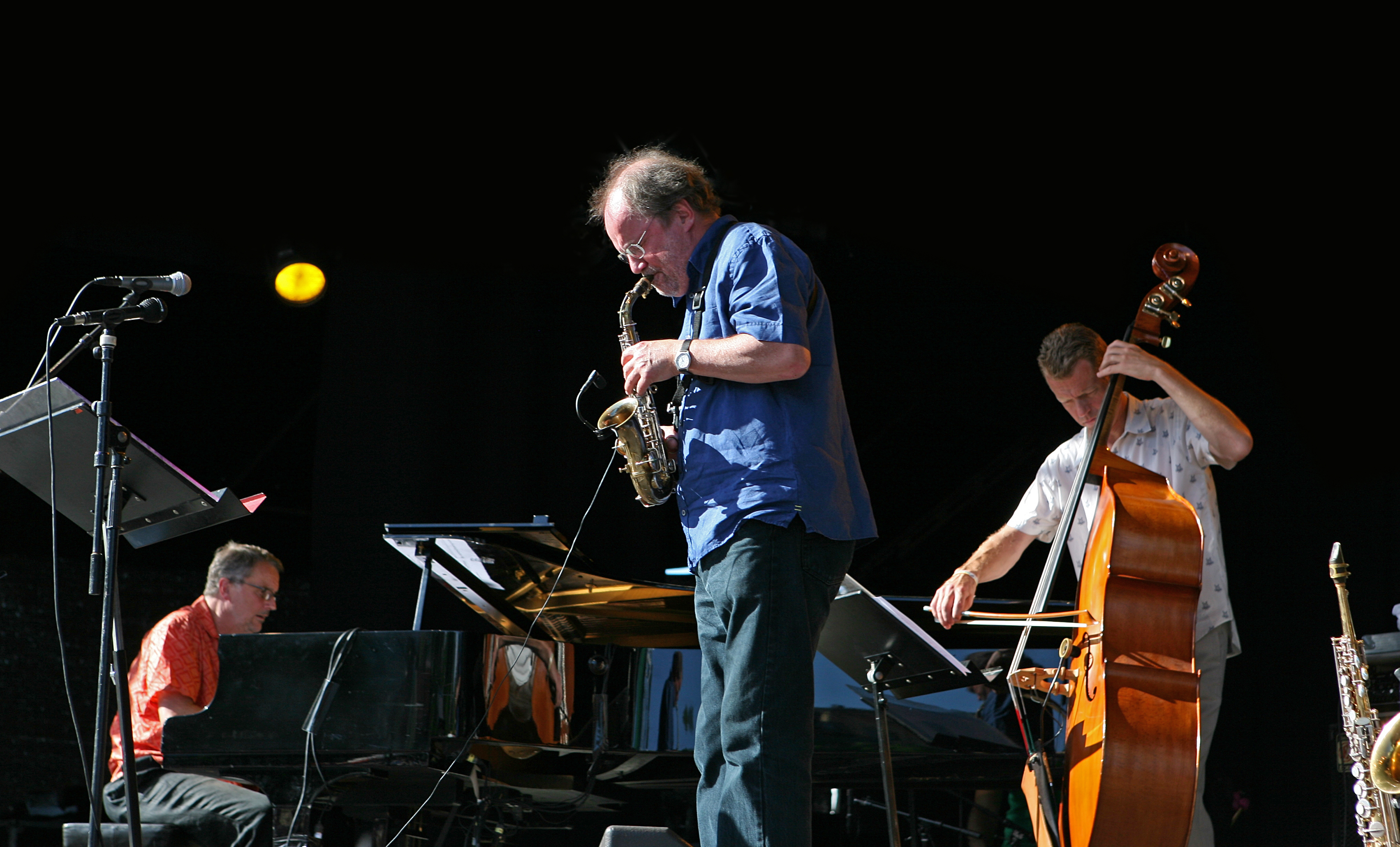
Lennart Åberg Band på Stockholm Jazz Festival 2009

I sin ungdom spelade Åberg dragspel i födelsestaden Helsingborg, men flyttade senare till Gävle. Efter att omkring 1960 spelat i Kurt Järnbergs kvintett i staden flyttade han till Uppsala för universitetsstudier. Där spelade han samtidigt som studierna tillsammans med Bosse Broberg, med vilken han hade en gemensam kvintett. Åberg var en av originalmedlemmarna i Radiojazzgruppen och blev under 1980- och 90-talen gruppens kapellmästare. Han har även medverkat i och varit bandledare för ett flertal musikensembler av växlande storlek, bland annat George Russell 6-tett, Oriental Wind och Rena Rama, som han bildade tillsammans med Bobo Stenson, Palle Danielsson och Bengt Berger 1972. Åberg skrev läroboken Jazz- och pop/rock-improvisation tillsammans med Gunnar Lindgren. Förutom jazz intresserar sig Åberg även för musikstilar från Indien, Afrika och Östeuropa, liksom nutida konstmusik.
Lennart Åberg var under många år engagerad i jazzklubben Fasching i olika roller. Under början av 1970-talet arrangerade  Föreningen Sveriges Jazzmusiker (FSJ) jazzkonserter på flera håll i Stockholm. Den stora styrelsen, där ett dussintal av Sveriges främsta jazzmusiker ingick, leddes av Åberg. Han blev sedan ledamot i Faschings styrelse flera år in på 2000-talet. Hans dotter Lena Åberg Frisk var under åren 2007–2015 vd för Fasching.
Som musiker har Lennart Åberg stått på Faschings scen oräkneliga gånger och i skiftande sammanhang. I slutet av februari 2020, bara två veckor innan coronapandemin nådde Sverige och tvingade Fasching att stänga under en längre tid, spelade Lennart Åberg med ett för tillfället återförenat Rena Rama. Anledningen var en skivrelease, en återutgivning av Rena Rama Live, ett album inspelat på Fasching i november 1975. Det kom att bli Lennart Åbergs sista framträdande på den jazzklubb han varit med att grunda.

## Priser och utmärkelser
- 1972 – Jan Johansson-stipendiet
- 1995 – Ledamot nr 904 av Kungliga Musikaliska Akademien
- 2000 – Grammis för Seven Pieces[6]
- 2006 – Jazzkatten som "Årets jazzmusiker"[7]
- 2007 – Kungliga Musikaliska Akademiens Jazzpris[8]
- 2008 – Lars Gullin-priset[9]
- 2013 – Bert Levins stiftelse för jazzmusik[10]
- 2020 – Medaljen för tonkonstens främjande[11]

## Diskografi (i urval)
- 1970 – En skiva med Leif Strands Kammarkör (His Master's Voice)
- 1978 – Partial Solar Eclipse (Japo Records)
- 1986 – Green Prints (Caprice)
- 1986 – To Hear The World In A Grain Of Sand (World Music - Live At The Donaueschingen Festival) (Soul Note)
- 1994 – Dona Nostra (ECM)
- 2000 – 7: Pieces (Phono Suecia)[12]
- 2000 – Lennart Åberg - Chris-Chros (Phono Suecia)
- 2004 – Bobo Stenson/Lennart Åberg (Amigo)
- 2006 – Lennart Åberg With Peter Erskine-Special Guest Palle Mikkelborg - Free Spirit (Amigo)
- 2007 – Lennart Åberg & Norrbotten Big Band - Up North  (Caprice)